# Моисеева (деревня)
Моисеева — деревня в Гаринском городском округе Свердловской области России.

## Географическое положение
Деревня Моисеева муниципального образования «Гаринский городской округ» расположена в 2 километрах (по автотрассе в 2 километрах) к востоку от посёлка Гари, на правом берегу реки Сосьва (левого притока реки Тавда).

## Население
| 2002 | 2010 | 2021 |
| ---- | ---- | ---- |
| 11   | ↘7   | ↘2   |